# 벌거숭이등박쥐속
벌거숭이등박쥐속(Pteronotus)은 유령얼굴박쥐과에 속하는 박쥐 속의 하나이다. 현존하는 7종과 멸종된 1종으로 이루어져 있다.

## 하위 종
- 맥클레이콧수염박쥐 (Pteronotus macleayii) (Gray, 1839)
- 바그너콧수염박쥐 (Pteronotus personatus) (Wagner, 1843)
- 검은콧수염박쥐 (Pteronotus quadridens) (Gundlach, 1860)
- 파라과나콧수염박쥐 (Pteronotus paraguanensis) (Linares & Ojasti, 1974)
- 파넬콧수염박쥐 또는 콧수염박쥐, 커먼콧수염박쥐 (Pteronotus parnellii) (Gray, 1843)
- † 프리스티네수염박쥐 (Pteronotus pristinus) (Silva-Taboada, 1974)
- 벌거숭이등박쥐 (Pteronotus davyi) (Gray, 1838)
- 큰벌거숭이등박쥐 (Pteronotus gymnonotus) (Natterer, 1843)